# Hôtel de la Monnaie de Périgueux
Pour les articles homonymes, voir Hôtel de la Monnaie.
L'hôtel de la Monnaie, ou hôtel des Monnaies, ou maison du Gouverneur, ou hôtel de Langlade, est un hôtel particulier français implanté à Périgueux dans le département de la Dordogne, en région Nouvelle-Aquitaine. Il a été édifié au XVIe siècle.

## Présentation
L'hôtel de la Monnaie se situe en Périgord, au centre du département de la Dordogne, dans le secteur sauvegardé du centre-ville de Périgueux, en rive droite de l'Isle. C'est une propriété privée sise 24 rue du Plantier.

## Histoire
La construction de l'hôtel de la Monnaie remonte au XVIe siècle.
Des différentes appellations de ce bâtiment, aucune n'est confortée par des sources solides. Dans Le Grand Livre de Périgueux, Guy Penaud indique que « on dit qu'on y battit monnaie, ce qui semble inexact. On avance aussi qu'il fut la demeure du gouverneur, cette affirmation ne reposant sur rien » et « on suppose que cet immeuble appartint un temps à la famille Langlade ».
La base Mérimée quant à elle est plus laconique : « aucun élément ne permet d'éclairer l'appellation de cet édifice ».
Le 28 novembre 1938, l'hôtel est inscrit au titre des monuments historiques pour ses cheminées, puis classé le 30 juillet 1980 pour ses façades et toitures, ainsi que pour deux plafonds à caissons sculptés du rez-de-chaussée au titre d'objets.

## Architecture
Le bâtiment se compose de deux corps de logis soudés en équerre par une tourelle polygonale qui abrite un escalier à vis.
Au rez-de-chaussée, dans la galerie à arcades et dans la pièce située de l'autre côté de l'escalier, les plafonds à caissons ont été sculptés ; ils représentent notamment un amour ou un putto armé d'une masse et terrassant un dragon, un château fort qui présente un arbre en sa cour intérieure, et un buste d'homme à la barbe fleurie.